# Andréi Yéschenko
Andréi Olégovich Yéschenko (en ruso: Андре́й Оле́гович Е́щенко; Irkutsk, Unión Soviética, 9 de febrero de 1984) es un exfutbolista y actual entrenador de fútbol ruso. En su etapa como jugador profesional se desempeñaba como defensa. Actualmente trabaja en el F. C. Kubán Krasnodar como encargado de talentos.
En 2015 chocó un poste de electricidad con su auto, pero logró salir del vehículo sin lesiones.

## Selección nacional
Fue internacional con la selección de Rusia en 14 ocasiones.

### Participaciones en Copas del Mundo
| Mundial                        | Sede   | Resultado      | Partidos | Goles |
| ------------------------------ | ------ | -------------- | -------- | ----- |
| Copa Mundial de Fútbol de 2014 | Brasil | Fase de grupos | 2        | 0     |

## Clubes

### Como jugador
| Club                                   | País    | Año       |
| -------------------------------------- | ------- | --------- |
| F. C. Zvezda Irkutsk                   | Rusia   | 2003-2004 |
| F. C. Jimki                            | Rusia   | 2005-2006 |
| F. C. Dinamo de Kiev                   | Ucrania | 2006-2011 |
| → F. C. Dinamo Moscú (cedido)          | Rusia   | 2006      |
| → F. C. Dinamo-2 Kiev (cedido)         | Ucrania | 2006-2007 |
| → F. C. Dnipro Dnipropetrovsk (cedido) | Ucrania | 2007-2008 |
| → F. C. Arsenal Kiev (cedido)          | Ucrania | 2009-2011 |
| F. C. Volga Nizhni Nóvgorod            | Rusia   | 2011      |
| F. C. Lokomotiv Moscú                  | Rusia   | 2012      |
| F. K. Anzhí Majachkalá                 | Rusia   | 2013-2016 |
| → F. C. Kubán Krasnodar (cedido)       | Rusia   | 2014-2015 |
| → F. C. Dinamo Moscú (cedido)          | Rusia   | 2016      |
| F. C. Spartak de Moscú                 | Rusia   | 2016-2021 |
| → F. C. Spartak-2 Moscú (cedido)       | Rusia   | 2021      |
| F. C. Znamya Noginsk                   | Rusia   | 2022-2023 |

### Como entrenador
| Club                                          | País  | Año       |
| --------------------------------------------- | ----- | --------- |
| F. C. Spartak de Moscú (asistente)            | Rusia | 2022      |
| Akademia Spartak Moscú                        | Rusia | 2022-2023 |
| F. C. Kubán Krasnodar (encargado de talentos) | Rusia | 2023-     |

## Palmarés

### Como jugador

#### Campeonatos nacionales
| Título                  | Club                   | País    | Año  |
| ----------------------- | ---------------------- | ------- | ---- |
| Copa de Ucrania         | F. C. Dinamo de Kiev   | Ucrania | 2006 |
| Supercopa de Ucrania    | F. C. Dinamo de Kiev   | Ucrania | 2006 |
| Liga Suprema de Ucrania | F. C. Dinamo de Kiev   | Ucrania | 2007 |
| Copa de Ucrania         | F. C. Dinamo de Kiev   | Ucrania | 2007 |
| Liga Premier de Rusia   | F. C. Spartak de Moscú | Rusia   | 2017 |
| Supercopa de Rusia      | F. C. Spartak de Moscú | Rusia   | 2017 |

### Como entrenador asistente

#### Campeonatos nacionales
| Título        | Club                   | País  | Año  |
| ------------- | ---------------------- | ----- | ---- |
| Copa de Rusia | F. C. Spartak de Moscú | Rusia | 2022 |